# サンストリート亀戸

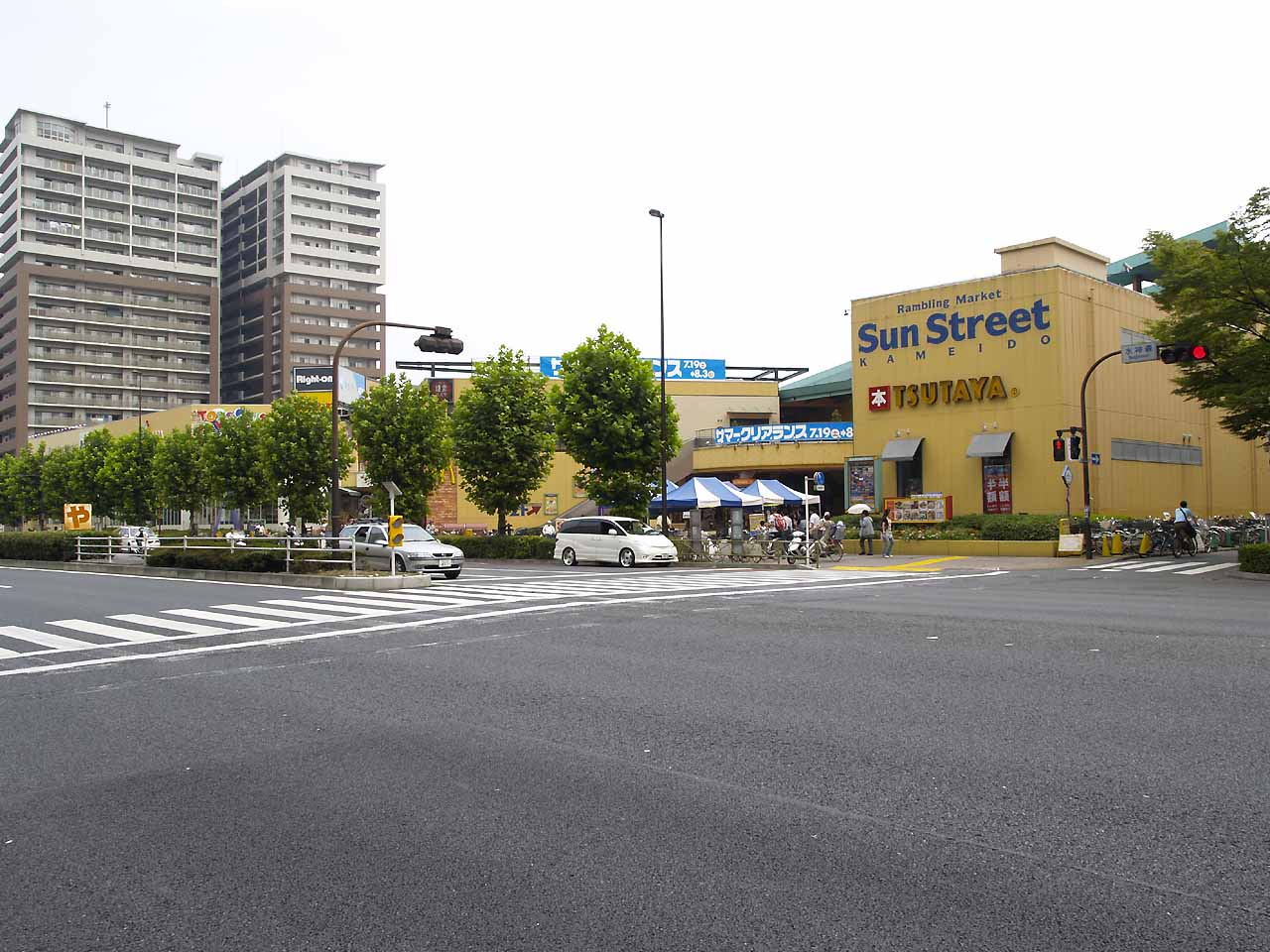
亀戸駅寄りの横断歩道から

サンストリート亀戸（サンストリートかめいど、Sun Street Kameido）は、かつて東京都江東区亀戸に所在したショッピングセンターである。愛称は「サンスト」、別名「ランブリングマーケット (Rambling Market)」。1997年（平成9年）に開業し、2016年（平成28年）に営業を終了した。跡地は野村不動産が購入し、ツインタワーマンション「プラウドタワー亀戸クロス」と大型商業施設「カメイドクロック」等が整備されている。

## 概要
1937年（昭和12年）、服部時計店は腕時計製造会社として、第二精工舎（セイコー電子工業→セイコーインスツルメンツ→セイコーインスツル）を設立し、1939年、この地に本社・亀戸工場を設けた。
1986年（昭和61年）の第二次東京都長期計画で本地区を含む錦糸町・亀戸地区が7つの副都心の1つに位置づけられ、1988年、セイコー電子工業は本社を亀戸から千葉市美浜区の幕張新都心に移すことを前提に、工場跡地の有効利用について検討を始めた。1989年、江東区は「亀戸六丁目地区再開発整備基本方針策定調査」を実施。それを受け、セイコー側はオフィスと商業施設からなる36階建てのツインタワービル案をまとめた。
セイコーは1993年（平成5年）に幕張に本社を移転するが、経済情勢から高層ビル案を凍結。翌年、「土地は売却しない。15年間の中期利用計画を前提に再検討する。」という方針を打ち出し、1997年11月、約50億円を投じた2層の店舗棟と5層の駐車場棟からなるショッピングセンター「サンストリート亀戸」を開業させた。マーケット広場のステージでは年間を通じてアイドルイベントなど多くの催事が行われた。
15年目の2012年（平成24年）に閉鎖予定だったが、営業は4年延長され、2016年3月31日を以って閉鎖となった。
約2.3ヘクタールの跡地は2017年（平成29年）末、野村不動産が購入し、地上25階・地下2階建ての免震ツインタワー「プラウドタワー亀戸クロス」（全934戸）と地上6階地下1階の大型商業施設「カメイドクロック」等の整備に取り組み、2022年に完成した。

## 年表
- 1997年（平成9年）11月7日 - 開業。核テナントはトイザらス、キムラヤ、無印良品等でスタート[1]。
- 2016年（平成28年）3月31日 - 閉店。

## 主なテナント
出店テナント全店の一覧・詳細情報は公式サイト「ショップガイド・お買物情報(リンク切れ)」を参照。

### 1階
- ヤマダ電機 テックランド亀戸店
- つるかめランド
- ドラッグストアトモズ
- ABC-MART
- Right-on
- COMME ÇA COMME ÇA OUTLET
- 駄菓子の楽駄屋[6]
- 55ステーション
- TSUTAYA（レンタルDVD）
- ビューティプラス・アテナ動物病院

### 2階
- トイザらス
- マザウェイズ
- ザ・ダイソー
- MOVIN
- TSUTAYA（レンタルCD、DVD・CD・書籍・雑誌販売）
- ペットの専門店コジマ
- SUITS&SUITS
- こども写真城 スタジオアリス
- 鎌倉パスタ

### 駐車場棟 5階
- テニススクール・ゴルフスクール　トップインドアステージ亀戸

## マーケット広場
常設ステージでは、土日を中心にお笑いショー、大道芸、プロレス、阿波踊りなど多種多様な催事が催された。主な出演者を下記する。
- Perfume
- Buzy
- 奥華子（当施設で30回以上ライブ公演を催した）
- 藤田麻衣子
- Negicco（新潟/営業終了前日、最後のイベントに登場）
- Rev. from DVL（福岡）
- 橋本環奈
- Dorothy Little Happy（仙台）
- callme
- JK21 （大阪）
- hy4_4yh
- PaniCrew
- 河村隆一
- E-girls
- SOLIDEMO
- 8.6秒バズーカー
- 狩野英孝
- 水季可奈
- さくまひでき
- プロレスリング・ノア（撮影会、サイン会）
- ZERO1（試合）
- EBiDAN
- 立石純子
- はいだしょうこ
- 川﨑麻世
- WenDee
- 三村ロンド
- DA PUMP

## アクセス
- 亀戸駅 東口徒歩1分、北口徒歩5分。
- 都営バス水神森停留所

| 系統名   | 始点     | 経由地                                 | 終点     |
| -------- | -------- | -------------------------------------- | -------- |
| 亀21系統 | 東陽町駅 | 旧葛西橋・大島駅                       | 亀戸駅   |
| 亀26系統 | 今井     | 一之江駅・京葉交差点                   | 亀戸駅   |
| 錦25系統 | 葛西駅   | 船堀駅・京葉交差点                     | 錦糸町駅 |
| 錦27系統 | 小岩駅   | 江戸川区役所                           | 両国駅   |
| FL01系統 | 葛西駅   | 船堀駅・東大島駅入口（土曜・休日運行） | 錦糸町駅 |